# Петър Златков (скулптор)
Вижте пояснителната страница за други личности с името Петър Златков.
Петър Златков е скулптор от България, майстор на дърворезбата.
Повече от 25 години непрекъснато работи и усъвършенства уменията и техниката си в тази област на изкуството. Работи и в други области като бронзови скулптури, църковни миниатюри и малка пластика, декоративни мебели и църковна украса.
- Избрани творби от Петър Златков
- Евангелист Марко
- Свети Иван Рилски
- Арлекино (бронз)
- Резбована спалня
- Резбован таван „Слънце“